# Viktor Vikgren
Viktor Vikgren, född 12 mars 1896 i Mariestad, död 3 juni 1974 i Eslövs församling, dåvarande Malmöhus län, var en svensk psykiater.
Efter studentexamen i Skara 1913 blev Vikgren medicine licentiat vid Lunds universitet 1925. Han var extra ordinarie hospitalsläkare av andra klassen vid Vadstena hospital 1926–28, hospitalsläkare av andra klassen där 1928–32, förste läkare vid Sankta Maria sjukhus i Helsingborg 1932–34, överläkare av tredje klassen där 1935–36, överläkare och sjukhuschef vid Sankt Olofs sjukhus i Visby 1936–51 och vid Restads sjukhus i Vänersborg 1951–56.
Han var gift första gången 1926 med Annie Maria Johansson (1900–1935) och andra gången 1937 med Greta Nilsson (1903–1959).

## Fotnoter
1. ↑  läs online, commons.wikimedia.org .[källa från Wikidata]
2. 1 2  Sveriges Dödbok 1901–2009, DVD-ROM, Version 5.00, Sveriges Släktforskarförbund (2010).